# 生と死の記録
『続・三陸物語－生と死の記録』（ぞく･さんりくものがたり せいとしのきろく）は、『毎日新聞』に、2011年（平成23年）9月20日から2012年 （平成24年）3月23日の間連載された、東日本大震災の現場ルポルタージュ記事「三陸物語」およびそれを加筆修正し、2012年 （平成24年）6月30日に発行された同名の書籍である。新聞記事および書籍とも、執筆者は、毎日新聞社 東京本社社会部部長委員の 萩尾信也。

## 三陸物語
初作「三陸物語」は、2011年（平成23年）5月2日から9月1日の間連載された東日本大震災のルポルタージュ記事および同名の書籍である。新聞連載は、初出の2011年（平成23年）5月2日から、最終回2012年 （平成24年）3月23日を迎える間に、合計201回を数える長期長編連載となった。

## 日本記者クラブ賞
2012年4月19日、本書著者萩尾信也は、新聞記事「三陸物語」におけるジャーナリスト活動で、平成24年度「日本記者クラブ賞」を受賞した（公益社団法人・日本記者クラブ・吉田慎一理事長） 。